# Bivona (Agrigento)
Bivona is een gemeente in de Italiaanse provincie Agrigento, regio Sicilië en telt 4116 inwoners (31-12-2004). De oppervlakte bedraagt 88,5 km², de bevolkingsdichtheid is 47,7 inwoners per km². Bivona is niet onderverdeeld in frazioni.

## Impressie

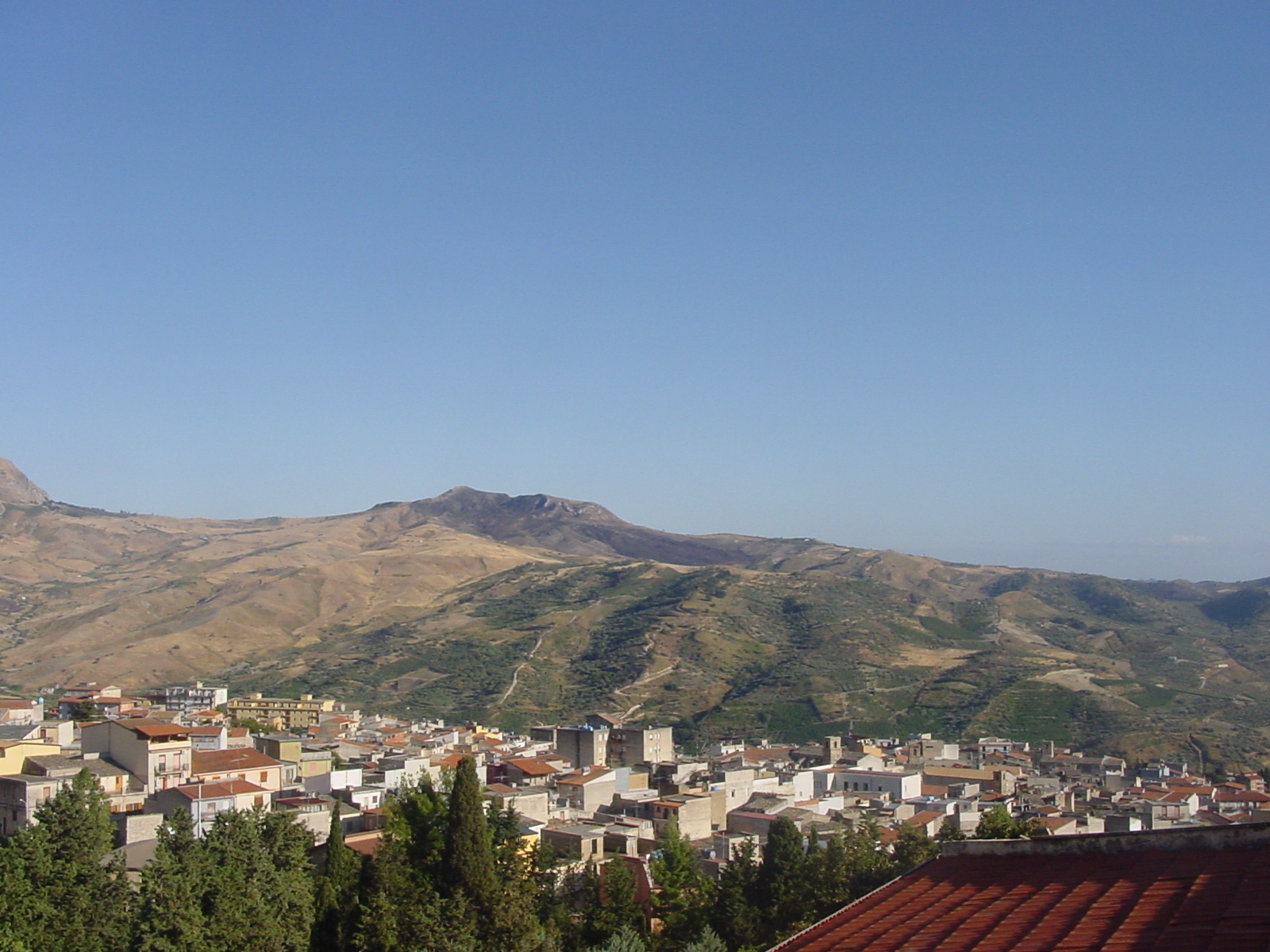
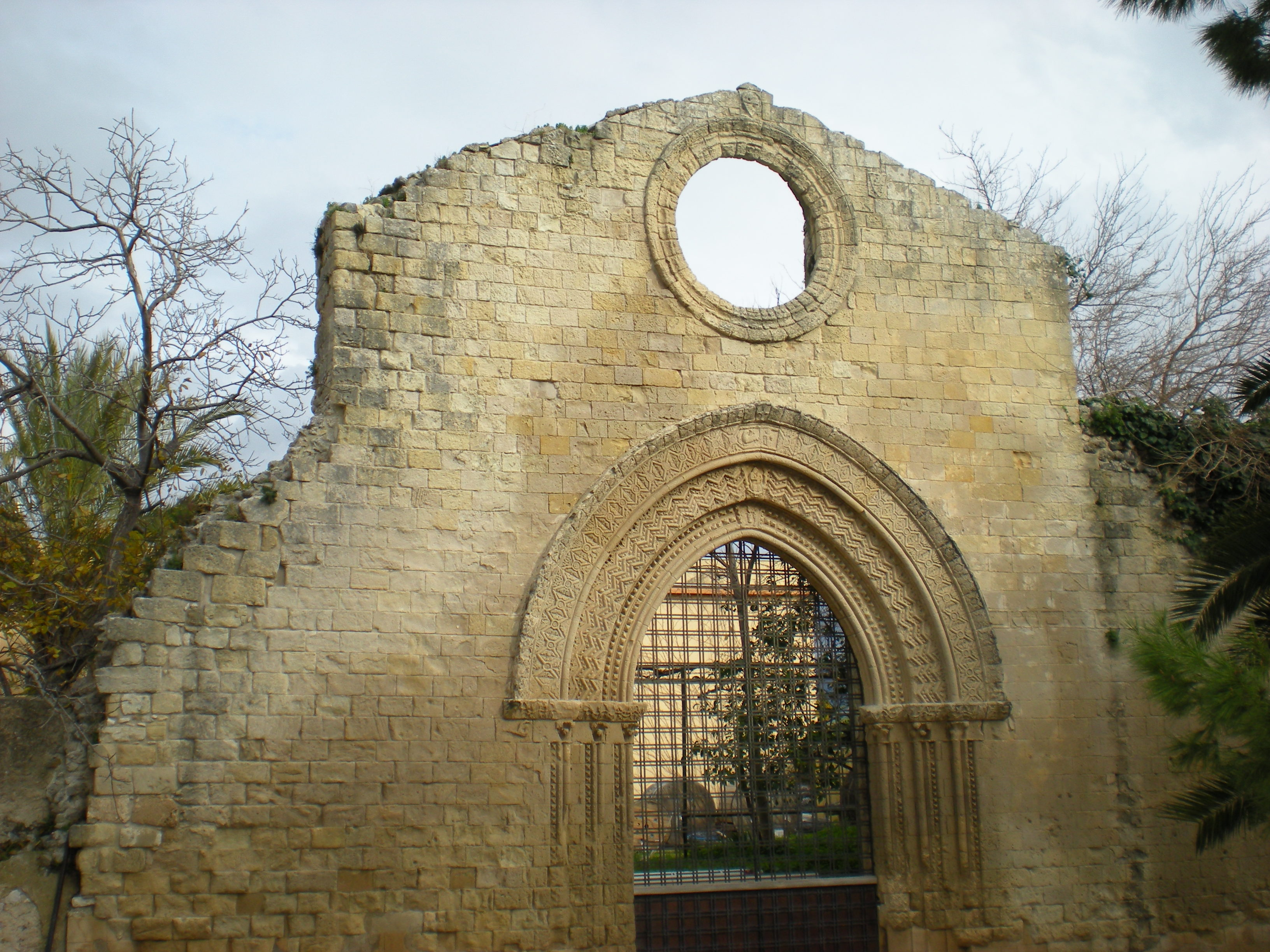
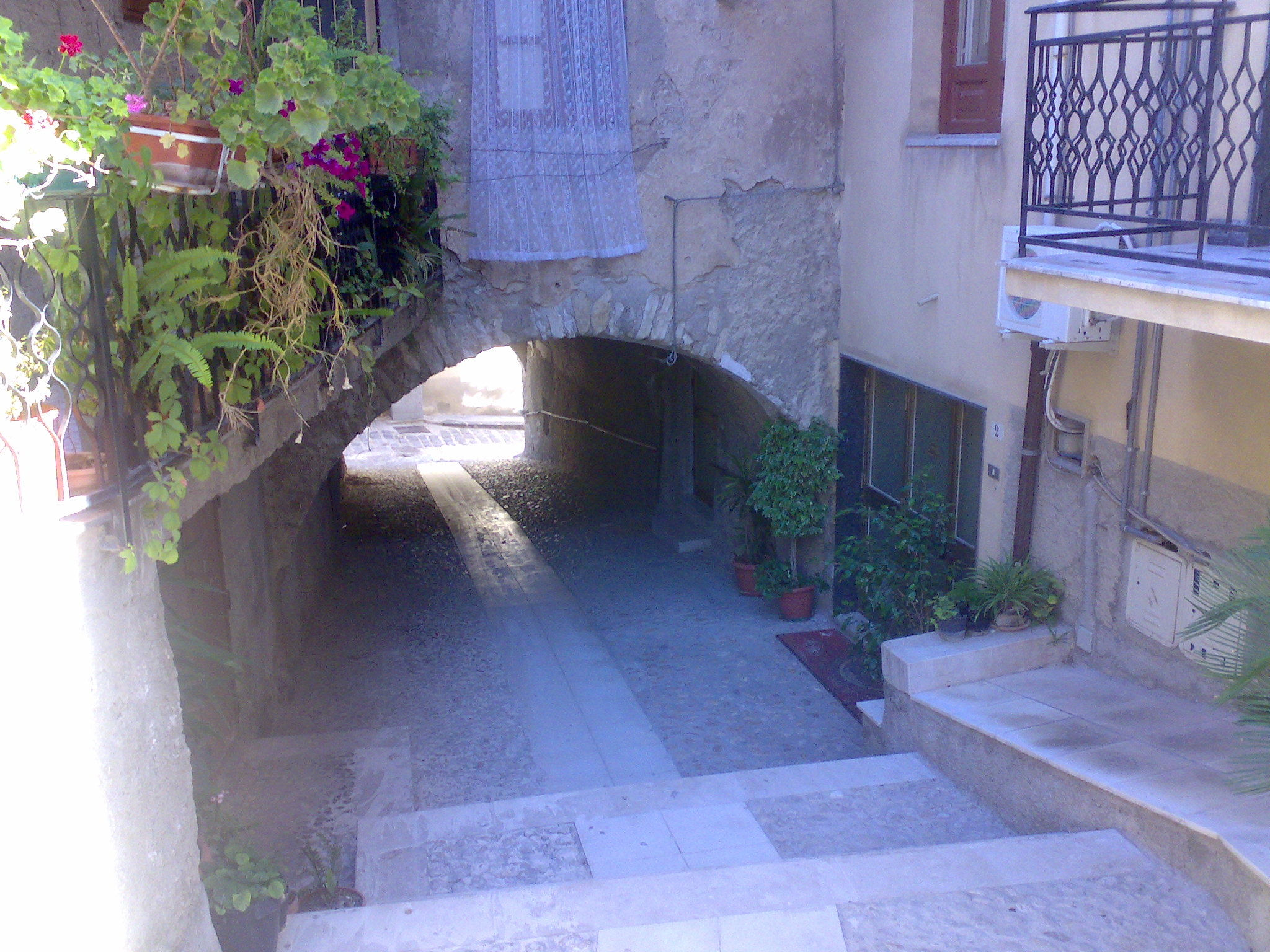
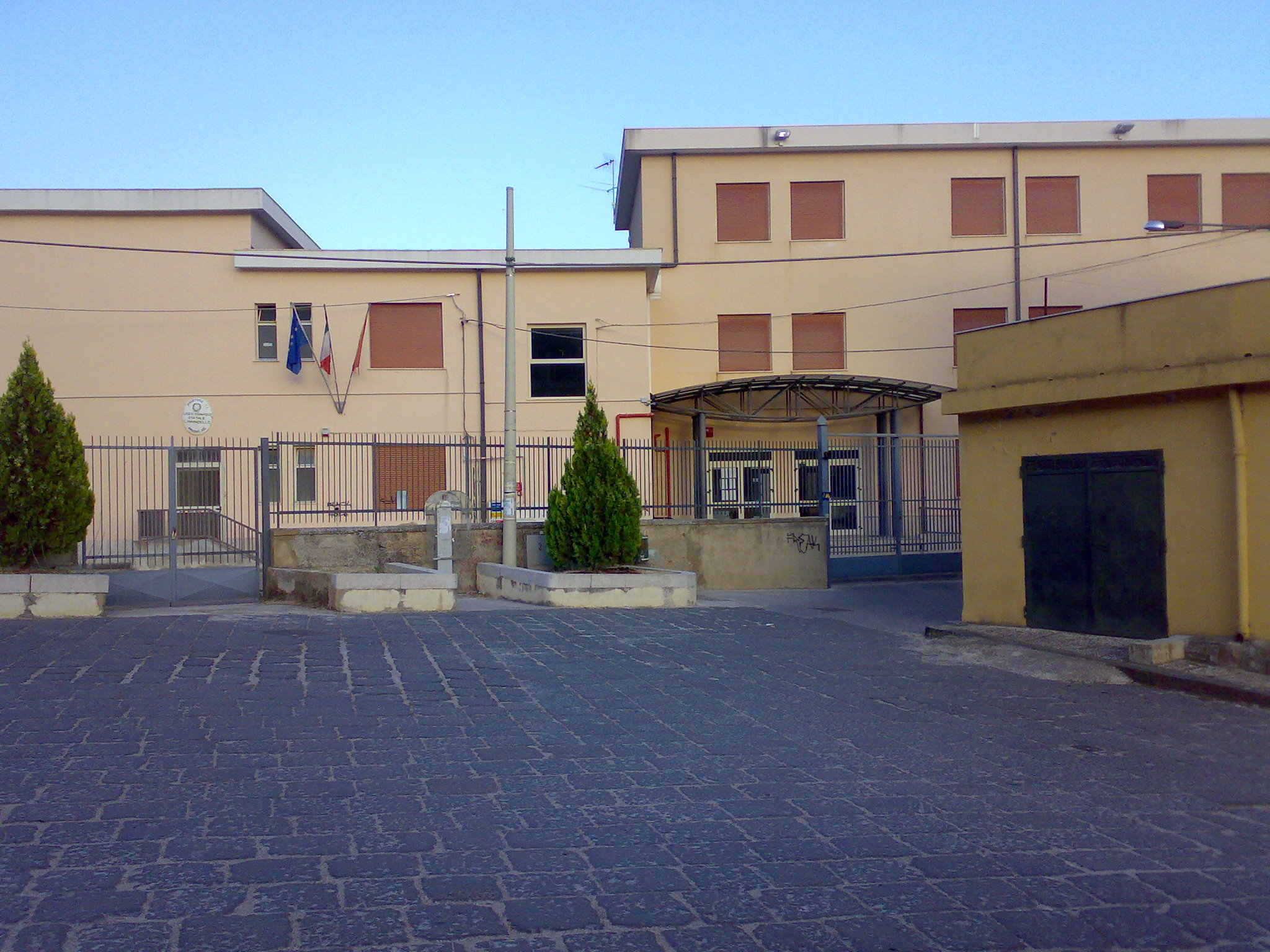
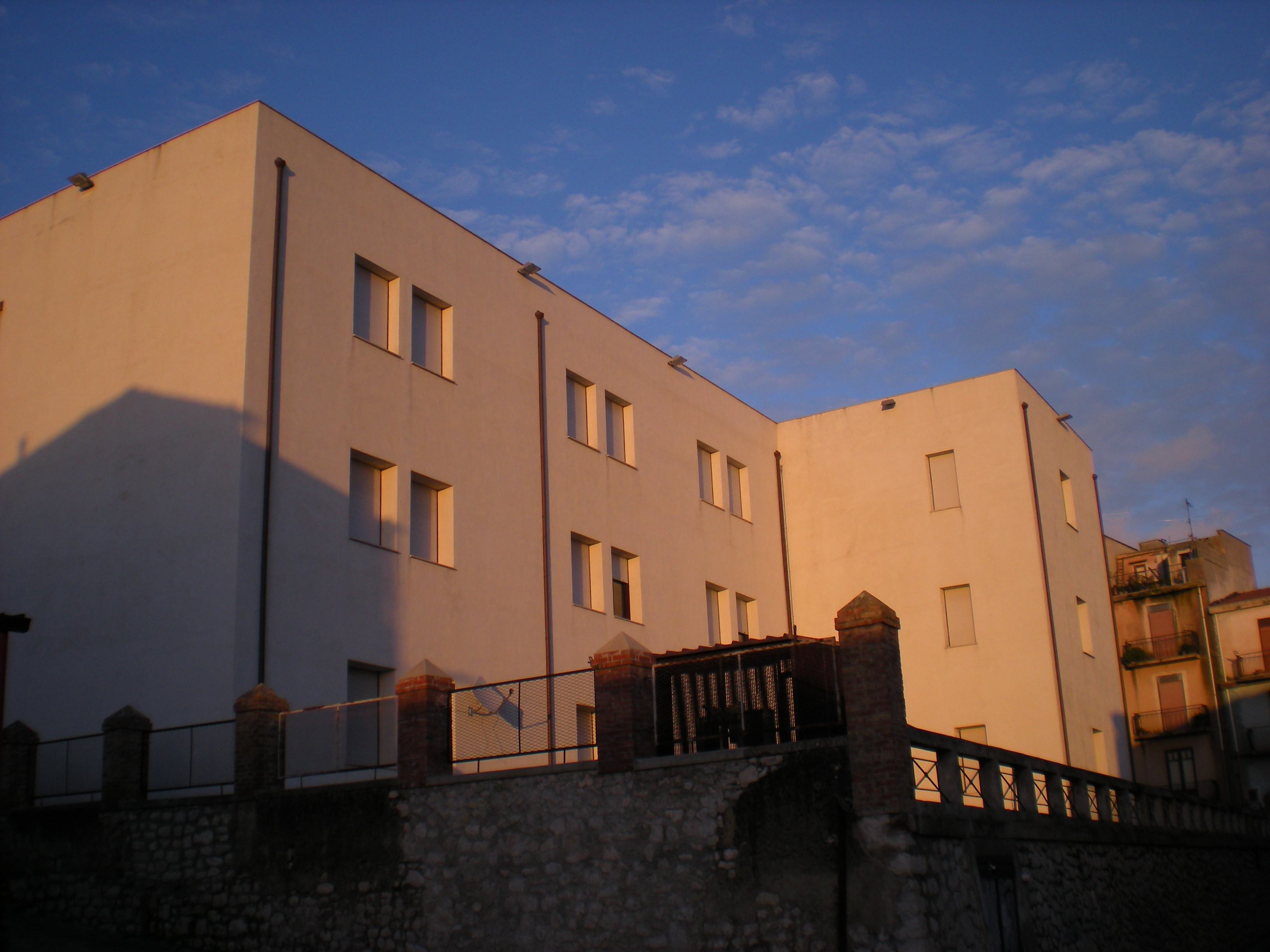
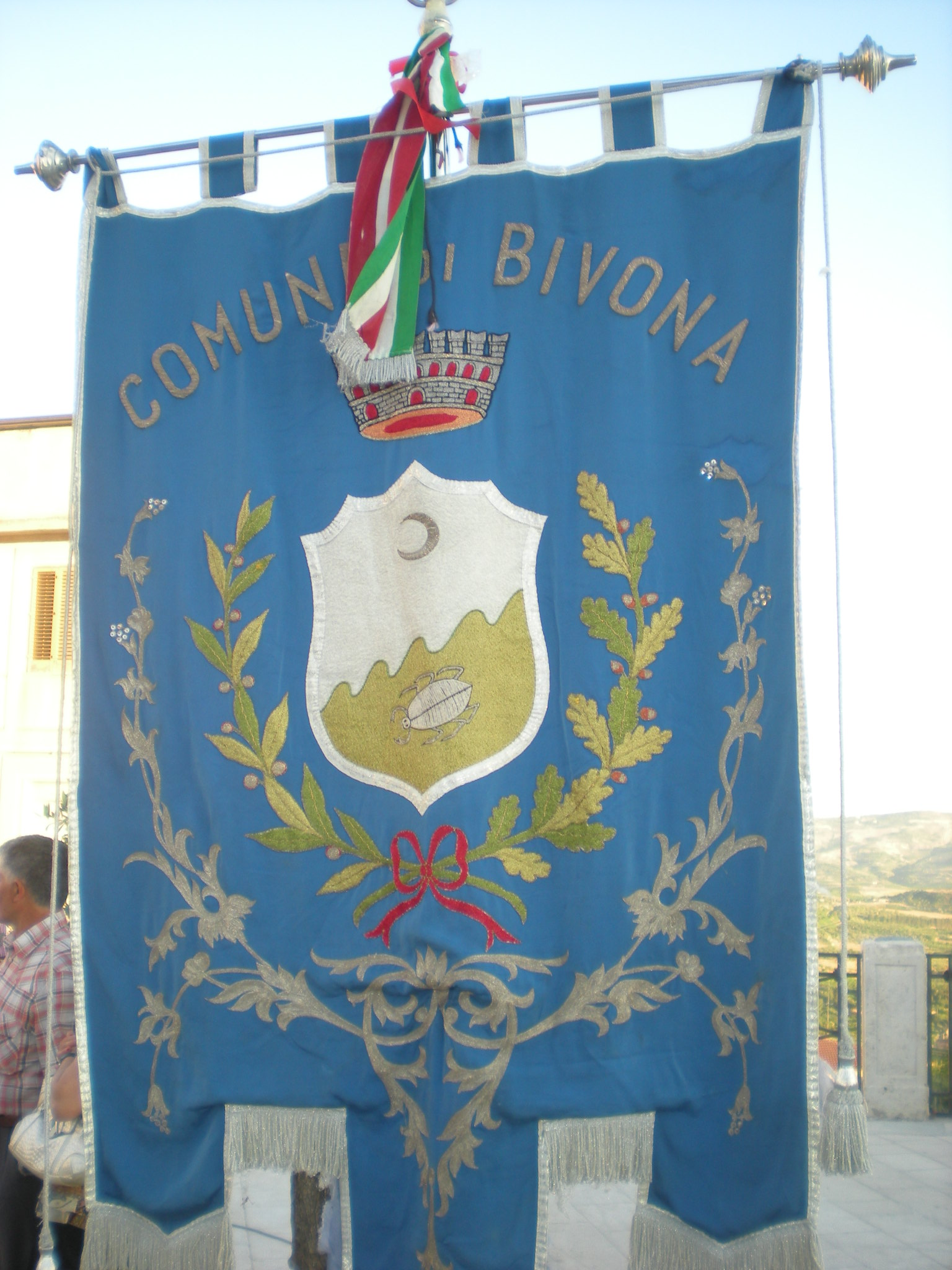

## Demografie
Bivona telt circa 1672 huishoudens. Het aantal inwoners daalde in de periode 1991-2001 met 16,8%.
| inwoneraantal 1991                        | inwoneraantal 2001 |
| ----------------------------------------- | ------------------ |
| 5076                                      | 4225               |
| Cijfers tienjaarlijkse volkstelling ISTAT |                    |

## Geografie
De gemeente ligt op ongeveer 503 meter boven zeeniveau.
Bivona grenst aan de gemeenten: Alessandria della Rocca, Calamonaci, Cammarata, Castronovo di Sicilia (PA), Cianciana, Lucca Sicula, Palazzo Adriano (PA), Prizzi (PA), Ribera, San Biagio Platani, San Giovanni Gemini, Santo Stefano Quisquina